# Ansel Williamson
Ansel Williamson var en afroamerikansk galopptränare. Han föddes som slav i Virginia någon gång runt 1810-talet och avled 18 juni 1881. 1864 köptes han av Robert A. Alexander, ägare till den berömda Woodburn Stud nära Midway, Kentucky. Han lärdes hur man födde upp och tränade galopphästar, och efter att han befriats som slav, anställdes Williamson av Alexander. Han tränade ett antal framgångsrika hästar, bland annat Norfolk, som var obesegrad som treåring, samt obesegrade Asteroid.
Williamson tränade även Merrill, som reds av Abe Hawkins när han vann Travers Stakes för tredje gången 1866. Willamson vann det prestigefyllda loppet igen 1873 med Tom Bowling som skulle vinna 14 av 17 löp i karriären.
Efter Robert Alexanders död 1867 fortsatte Williamsom att träna många fantastiska hästar, bland annat Virgil som var far till Hindoo. Han är dock mest ihågkommen för att ha tränat Aristides, som vann första upplagan av Kentucky Derby 1875. Samma år vann hans häst Calvin Belmont Stakes. Dessutom tränade Williamson hästar som vann andra stora lopp som Jerome Handicap och Withers Stakes.
1998 valdes Ansel Williamson postumt in i National Museum of Racing och Hall of Fame.